# Mblokoa angustiformis
Mblokoa angustiformis är en insektsart som beskrevs av Rauno E. Linnavuori 1972. Mblokoa angustiformis ingår i släktet Mblokoa och familjen dvärgstritar. Inga underarter finns listade i Catalogue of Life.